# Die Rückkehr der Musketiere
Die Rückkehr der Musketiere ist der letzte Mantel-und-Degen-Film einer Trilogie des US-amerikanischen Regisseurs Richard Lester aus dem Jahr 1989. Er beendet die Geschichten aus „Die drei Musketiere“ (1973) und „Die vier Musketiere – Die Rache der Mylady“ (1974). Wie bei den Vorgängerfilmen spielen Michael York, Oliver Reed, Frank Finlay und Richard Chamberlain die „vier Musketiere“.
Der Film entstand nach der literarischen Vorlage „Zwanzig Jahre später“ (Vingt ans après) von Alexandre Dumas. Lester gelang es, die Hauptdarsteller aus dem ersten Film, mit dem annähernd ähnlichen Altersunterschied wie im Roman, auch für diesen Film wieder engagieren zu können.

## Handlung
Frankreich, 1649: Als einziger seiner Freunde dient D'Artagnan immer noch bei den Musketieren, wo er seit 20 Jahren im Rang eines finanziell mittellosen Sous-Lieutenants verharrt. Inzwischen untersteht er Kardinal Mazarin. Gemeinsam mit der verwitweten Königin Anna führt der Kardinal für den erst zehn Jahre alten Kind-König Ludwig XIV. die Staatsgeschäfte. Mazarin beordert D'Artagnan nach England, um dort die Hinrichtung des englischen Königs Charles I. zu verhindern. Mazarin fürchtet, dass der Aufstand des Volkes in England nach Frankreich überschwappen und ihn von der eigentlichen Macht im Staate entfernen könnte.
Ein Zufall führt D'Artagnan mit seinem ehemaligen Diener Planchet zusammen, der sich mit kleinen Diebstählen über Wasser hält. D'Artagnan möchte sich die Unterstützung seiner früheren Gefährten sichern, die sich vor Jahren ins beschauliche Privatleben zurückgezogen haben. Während D'Artagnan den eitlen Porthos mit dem Versprechen locken kann, ihm einen Baronstitel zu verschaffen, sträuben sich Athos und Aramis. Aramis ist seit langem Priester und sogar Beichtvater der französischen Königin, pflegt aber weiterhin diskrete Liebschaften. Daneben unterstützt er heimlich den frondierenden Herzog von Beaufort, mit dem auch Athos sympathisiert. Trotzdem folgen letztlich auch Athos und dessen erwachsener Sohn Raoul de Bragelonne D'Artagnan auf seiner gefährlichen Mission.
Justine de Winter möchte derweil Rache nehmen an jenen Männern, die vor 20 Jahren ihre Mutter, die intrigante Mylady de Winter, hinrichteten. Tatsächlich gelingt es ihr, den Auftrag der Musketiere zu durchkreuzen. Als Scharfrichter verkleidet, enthauptet sie Englands König, nachdem der echte Henker zuvor von den Musketieren außer Gefecht gesetzt worden war. In allerlei Kampfkünsten versiert und von Englands neuem starken Mann, dem Militärdiktator Oliver Cromwell, unterstützt, trachtet Justine nun auch den Musketieren nach dem Leben.
Unterdessen hat Mazarin Frankreichs jungen Monarchen entführt, um seine Absetzung zu verhindern, nachdem sich der Herzog von Beaufort wieder mit Königin Anna versöhnt hat. Nach Frankreich zurückgekehrt, heben die Musketiere das Versteck des Kardinals aus. Gemeinsam mit Aramis, der mittlerweile auf ihre Seite gewechselt ist, zwingen sie Mazarin zu weitgehenden Zugeständnissen, sowohl persönlicher als auch politischer Art. Justine gelingt indes die Flucht durch einen tollkühnen Sprung in den Burggraben. Ob sie ihre Aktion überlebt hat, bleibt offen.